# Lucas F. Mateo-Seco
Lucas F. Mateo-Seco, (La Campana, Sevilla, 6 de enero de 1936-Pamplona, 15 de febrero de 2014) fue un sacerdote católico y teólogo español. Profesor y pionero en la creación de la Facultad de Teología de la Universidad de Navarra. Fue sacerdote diocesano de Sevilla, y miembro de la Sociedad Sacerdotal de la Santa Cruz.

## Biografía
Lucas Francisco nació en la localidad sevillana de La Campana (1936). Fue ordenado sacerdote en Sevilla el 28 de marzo de 1959. Pidió la admisión en la Sociedad Sacerdotal de la Santa Cruz (12 de mayo de 1960). Comenzó su formación universitaria en la Universidad Pontificia de Salamanca, donde obtuvo la licenciatura en Teología, para continuarla en Roma, en el Angelicum donde se doctoró en Teología (1967).
De regreso a España, comenzó su labor pastoral como párroco en Torre Alháquime (Cádiz). También desarrolló su labor docente, primero como profesor, formador y superior del Seminario Mayor de Sevilla, y posteriormente como profesor —el más joven— del Instituto Teológico de la Universidad de Navarra, a donde se trasladó en 1967. Dos años después, la Santa Sede erigió el Instituto Teológico en Facultad de Teología. El profesor Mateo-Seco fue profesor de dicha facultad, desde los inicios de la institución académica hasta su jubilación (1969-2006). Compatibilizó su labor docente, con su labor pastoral en la parroquia de san Lorenzo, durante más de veinte años.

### Docencia e investigación
Lucas Francisco Mateo-Seco publicó más de un centenar de libros y diversos trabajos científicos en publicaciones internacionales. Fue maestro de muchas generaciones de alumnos. Realizó su actividad docente en: Roma (Pontificia Universidad de la santa Cruz), Brasilia, Porto Alegre, Ciudad de México, Chiclayo o Bogotá.
Aunque comenzó su investigación centrándose en la Cristología de Gregorio de Nisa, por necesidades docentes, se decantó por la Teología dogmática. Centrándose singularmente en las cuestiones referentes a la Historia de la Salvación y a la Cristología. En ese tiempo, compatibiliza la docencia universitaria, con el Vicedecanato de la Facultad de Teología, y con la atención al Departamento de Pastoral y Catequesis. Fue Presidente del Comité organizador del III Simposio Internacional de Teología (1981), y del XII Simposio Internacional de Teología (1986), organizados por la Facultad de Teología, y del VI Coloquio Internacional sobre Gregorio de Nisa (1986) celebrado también en la Facultad de Teología de la Universidad de Navarra. Posteriormente, abordará otras temáticas, como: las cuestiones trinitarias y cristológicas, la teología del sacerdocio, el pensamiento de santo Tomás de Aquino, la figura de san Josemaría Escrivá y la espiritualidad del Opus Dei, la Mariología, la Escatología, la Teología de la liberación, la Teología de la cruz, o el pensamiento luterano, entre otras.
El crecimiento de la Facultad de Teología aconsejó la publicación de una Colección de Manuales. Mateo-Seco fue el Director del Comité para la edición de los Manuales (1988-1994), y autor, junto con Fernando Ocáriz y José Antonio Riestra, del primer manual publicado —de Cristología— El misterio de Jesucristo.
Fue director de las revistas Scripta Theologica (1994-2006) y Scripta de María (2002-2006); y miembro de: la Società Tommaso d'Aquino, la Pontificia Academia Mariana Internacional y de la Sociedad Mariológica Española.
Lucas Francisco Mateo-Seco padeció una enfermedad pulmonar obstructiva crónica, a resultas de la cual falleció en la Clínica Universidad de Navarra (Pamplona), el 15 de febrero de 2014.

## Publicaciones
Monografías
- Lucas Francisco Mateo-Seco (ed. lit.), Sobre la vida de Moisés: San Gregorio de Nisa, Editorial Ciudad Nueva, 2019 (2 ed.) ISBN: 978-84-9715-343-0.
- Lucas Francisco Mateo-Seco, Miguel Brugarolas Brufau, Cristología, Universidad de Navarra, EUNSA. Ediciones Universidad de Navarra, S.A., 2018. ISBN: 978-84-313-3268-6
- Santo Tomás de Aquino (aut.), Ángel Luis González García y María Idoya Zorroza Huarte (eds. lits.), Ana Marta González González, José Ignacio Murillo Gómez, Lucas Francisco Mateo-Seco, Juan Fernando Sellés, María Socorro Fernández García, y Cruz González-Ayesta (trads.), Cuestiones disputadas sobre la verdad: Tomo II. Universidad de Navarra, EUNSA. Ediciones Universidad de Navarra, 2016. ISBN: 978-84-313-3112-2.
- Con Miguel Brugarolas Brufau, Misterio de Dios, Universidad de Navarra, EUNSA. Ediciones Universidad de Navarra, S.A., 2016. ISBN: 978-84-313-3165-8.
- San Gregorio de Nisa, Lucas Francisco Mateo-Seco (ed. lit.), Sobre la vocación cristiana, Editorial Ciudad Nueva, 2015 (2 ed.) ISBN: 978-84-9715-329-4.
- Con Rafael Corazón González, Conceptos básicos para el estudio de la teología, Cristiandad, 2010. ISBN: 978-84-7057-565-5.
- Con Fernando Ocáriz y José Antonio Riestra, El misterio de Jesucristo, Universidad de Navarra, EUNSA. Ediciones Universidad de Navarra, S.A., 2010 (4 ed.) ISBN: 978-84-313-2742-2.
- Ecumenio: Comentario sobre el Apocalipsis, Editorial Ciudad Nueva, 2008. ISBN: 978-84-9715-151-1.
- Con Giulio Maspero, Diccionario de San Gregorio de Nisa, Monte Carmelo, 2006. ISBN: 978-84-7239-536-7.
- Teología trinitaria: Dios Espíritu Santo, Madrid, Ediciones Rialp, 2005. ISBN: 84-321-3527-5.
- Con Francisco Domingo, El Dios de la revelación: creación y providencia, Pamplona, Instituto Superior de Ciencias Religiosas, Universidad de Navarra, [2005]. ISBN: 84-689-2967-0.
- Con Fernando Ocáriz y José Antonio Riestra, El misterio de Jesucristo, Universidad de Navarra, EUNSA. Ediciones Universidad de Navarra, S.A., 2004 (3 ed.) ISBN: 84-313-2199-7.
- Cristología, Pamplona, Instituto Superior de Ciencias Religiosas, Universidad de Navarra, [2004]. ISBN: 84-688-6344-0.
- Teología trinitaria: Dios Padre, Madrid, Rialp, 2003. ISBN: 84-321-3464-3.
- San Gregorio de Nisa, Lucas Francisco Mateo-Seco (trad.), La virginidad, Editorial Ciudad Nueva, 2000. ISBN: 84-89651-77-9.
- Dios uno y trino, Universidad de Navarra, EUNSA. Ediciones Universidad de Navarra, S.A., 1998. ISBN: 84-313-1601-2.
- San Gregorio de Nisa, Lucas Francisco Mateo-Seco (trad.), Vida de Macrina; Elogio de Basilio, Editorial Ciudad Nueva, 1995. ISBN: 84-86987-96-2.